# Es Cubells
Es Cubells, o es Carme des Cubells, és un poble i parròquia del municipi de Sant Josep de sa Talaia, a Eivissa. Té 874 habitants (2009).
Està ubicat al sud de l'illa, a la vora de la Mediterrània, en un tram de costa on hi destaquen els penya-segats i xicotetes cales. Aquest nucli es va formar a partir d'edificacions al voltant del temple de la Mare de Déu de Cubells (s.XIX), que pren el nom de la vénda on es va construir.
L'església, emblanquinada i amb contraforts als laterals, va ser inaugurada el 1864 i es va poder construir gràcies a l'impuls del religiós carmelita Francesc Palau, que conserva un paper important a la història de l'illa, en passar llargs períodes vivint com un ermità a l'illot des Vedrà. Una escultura situada al costat del temple recorda la seva biografia.